# Transmashholding
Die Transmashholding (russisch Трансмашхолдинг Transmaschholding) ist ein russisches Maschinenbauunternehmen und der größte Hersteller von Eisenbahnfahrzeugen landesweit. Es wurde 2002 durch einen Zusammenschluss mehrerer Werke in verschiedenen Regionen des Landes gebildet.

## Allgemeines
Die in Moskau ansässige Holding ist eine Aktiengesellschaft, deren Mehrheitspaket nominell der niederländischen Investmentgesellschaft The Breakers Investments B. V. gehört, die wiederum vom russischen Steinkohleförderungsunternehmen Kusbassrasresugol (Кузбассразрезуголь) sowie vom Verkehrsunternehmen TransGroup kontrolliert wird. Seit Dezember 2007 hält außerdem die Russische Staatsbahn ein 25-Prozent-Paket der Investmentgesellschaft.
Im März 2010 wurde ein Paket von 25 % plus einer Aktie von The Breakers Investment an den französischen Eisenbahnhersteller Alstom veräußert, mit dem eine gemeinsame Entwicklung und Produktion von Zügen und Lokomotiven für den russischen Markt geplant war. Im Dezember 2023 verkaufte Alstom ihre Beteiligung an Transmashholding an russische Investoren. Seit Juli 2024 befindet sich Transmashholding zu 100 % im Besitz russischer Aktionäre.
In Argentinien wurde 2017 die TMH Argentina gegründet, die ein Instandhaltungswerk in Mechita, Provinz Buenos Aires, übernahm. Hier sollen Instandhaltung und Neubau von Eisenbahnfahrzeugen erfolgen.
Die Transmashholding ist in Russland der größte Hersteller von Elektrolokomotiven, Diesellokomotiven und elektrisch betriebenen Personenzügen. Außerdem produzieren zu Transmashholding gehörende Werke Güter- und Industriewagen, Dieselmotoren und U-Bahn-Wagen. Der wichtigste Abnehmer der Produktion von TMH ist der Miteigentümer Russische Staatsbahn; so werden deren Nahverkehrszüge heutzutage meist vom zur TMH gehörenden Maschinenwerk Demichowo produziert, das nach dem Zusammenbruch der Sowjetunion den größten Marktanteil in Russland in diesem Segment anstelle der Rigaer Waggonfabrik übernommen hat. Außerdem werden sämtliche U-Bahnfahrzeuge für die Metro Moskau und für einige andere U-Bahnbetriebe in Russland vom Metrowagonmasch-Werk produziert, das ebenfalls Teil der Transmashholding ist.
Das Eisenbahnverkehrsunternehmen Go-Ahead Bayern mit Sitz in Augsburg und das Eisenbahnserviceunternehmen TMH International (TMHI) hatten eine Zusammenarbeit vereinbart. TMHI sollte für 78 Triebzüge von Go-Ahead ab 2022 die Wartung übernehmen und zu diesem Zweck eine Werkstatt in Langweid am Lech bei Augsburg errichtet. Nach dem russischen Überfall auf die Ukraine wurden die Werkstatt und Management sowie Belegschaft von TMH in Deutschland Ende 2022 von der Euco Rail AG übernommen.

## Tochterunternehmen

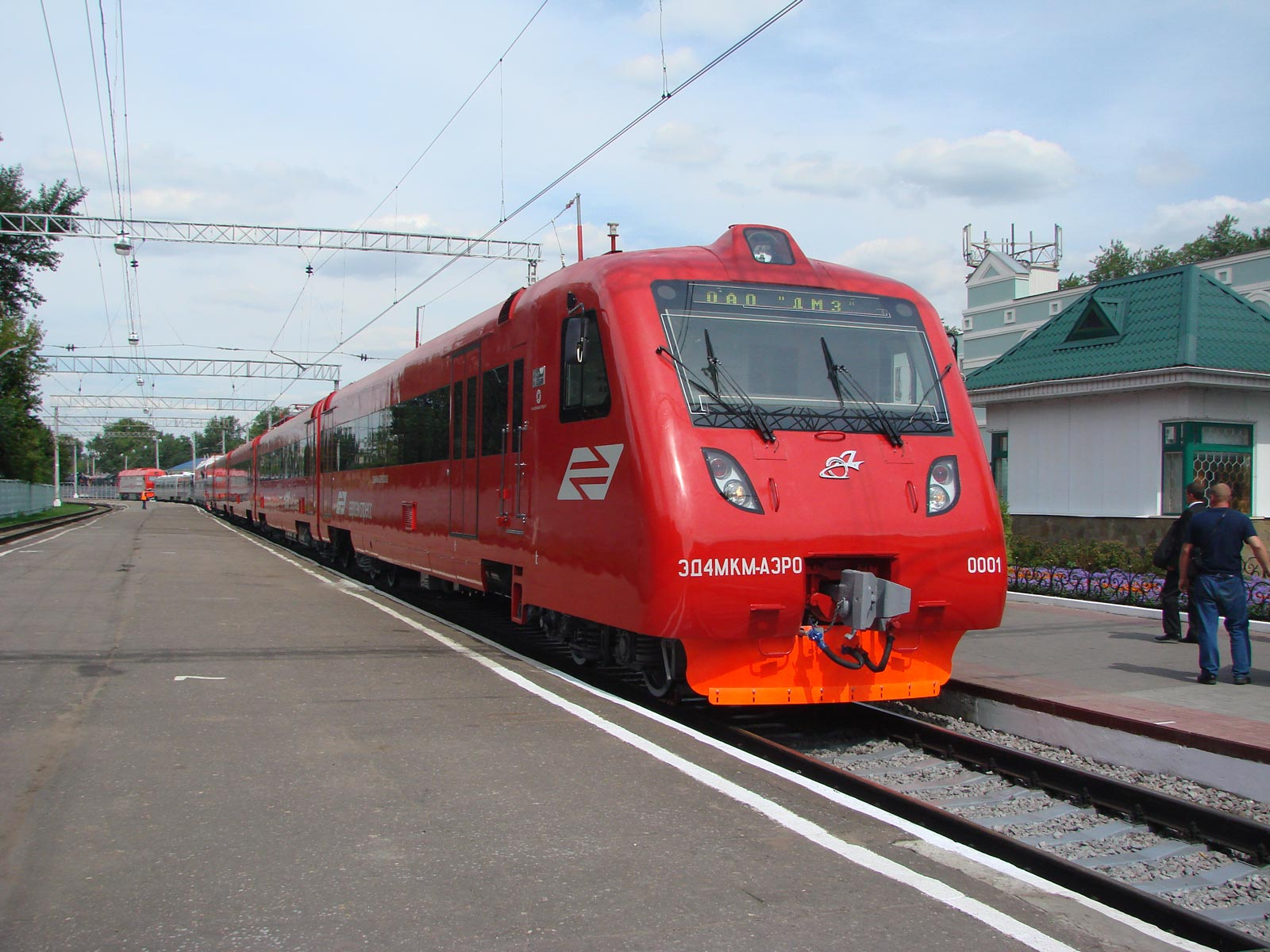
Elektrischer Triebwagen ED4MKM-AERO der Maschinenfabrik Demichowo

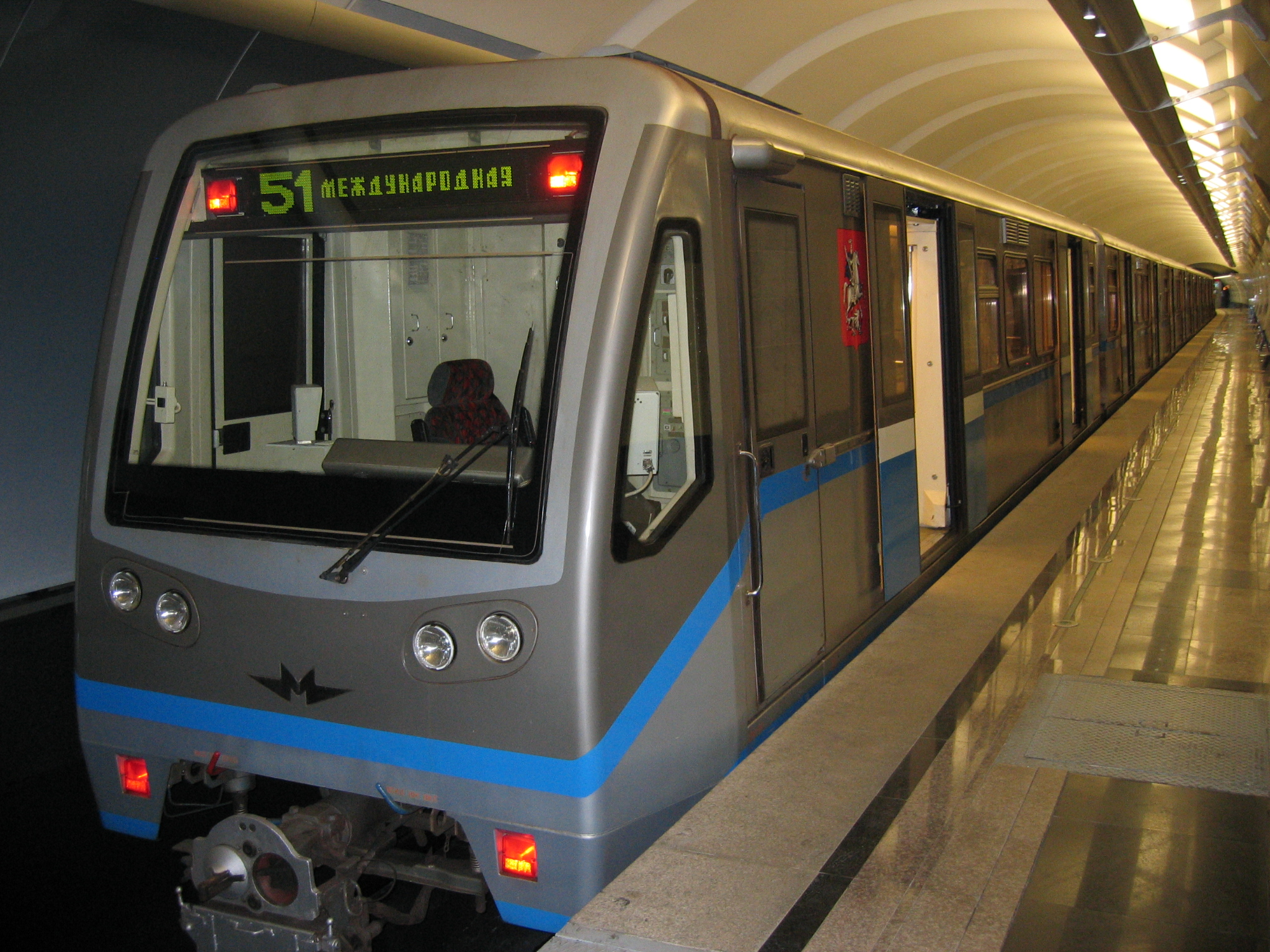
U-Bahnwagen 81-740/741 von Metrowagonmasch

Zur Holding gehören die folgenden Werke in Russland:
- Elektrolokomotivfabrik Nowotscherkassk in Nowotscherkassk: Gegründet 1936[7], Hersteller von Elektrolokomotiven
- Maschinenfabrik Brjansk in Brjansk: Gegründet 1873, Hersteller von Dieselloks und -motoren sowie von Ersatzteilen
- Lokomotivfabrik Kolomna in Kolomna: Gegründet 1863, Hersteller von Dieselloks und -generatoren
- Maschinenfabrik Demichowo bei Orechowo-Sujewo: Gegründet 1935, Hersteller von elektrischen Triebwagen und Personenzügen
- Metrowagonmasch in Mytischtschi: Gegründet 1897, Hersteller von U-Bahnfahrzeugen und Schienenbussen
- Pensadieselmasch in Pensa: Gegründet 1948, Hersteller von Dieselmotoren
- Beschizker Stahlwerk in Brjansk: Gegründet 1935, Hersteller von Drehgestellen und Kupplungen für Güterwaggons
- Elektrowaggonausbesserungswerk Oktober in Sankt Petersburg: Gegründet 1826, spezialisiert auf Reparatur und Modernisierung von Eisenbahnwaggons
- Zentroswarmasch in Twer: Gegründet 1975, Hersteller von Fahrgestellen und anderen Metallkonstruktionen
- Transkonverter in Moskau: Gegründet 2005 als Joint-Venture mit der Siemens AG zur Herstellung von Stromrichtern
- Konstruktionsbüro Transportnoje Maschinostrojenije
- KMT in Sankt Petersburg: Gegründet 1991, Hersteller von Inneneinrichtungen für Reisezugwagen
- Waggonbaufabrik Twer bei Twer: Gegründet 1898, Hersteller von Waggons für den Personenfernverkehr

Außerdem hielt Transmashholding 50 % der Aktien der Gesellschaft Bombardier Transportation Transmashholding AG, die zwei gemeinsame Projekte von TMH und Bombardier Transportation verwaltete; letzteres hielt die restlichen 50 %. Die Gesellschaft wurde 2010 aufgelöst, nachdem TMH eine strategische Partnerschaft mit Alstom eingegangen war.
Die deutsche FTD Fahrzeugtechnik Dessau AG gehörte 2006 bis 2008 zur Transmashholding und wurde dann nach Insolvenz von der rumänischen CTF übernommen.